# 泰内索勒
泰内索勒（法語：Thénésol，法語發音：[tenezɔl]）是法国萨瓦省的一个市镇，属于阿尔贝维尔区。

## 地理
泰内索勒（45°42'44"N, 6°23'49"E）面积5.49 平方千米，位于法国奥弗涅-罗讷-阿尔卑斯大区萨瓦省，该省份为法国东部省份，历史上为薩伏依的一部分，北起上萨瓦省，西接伊泽尔省和安省，南部和东部与上阿尔卑斯省和意大利接壤。
与泰内索勒接壤的市镇（或旧市镇、城区）包括：塞萨尔什、马尔托、梅屈里、帕吕。

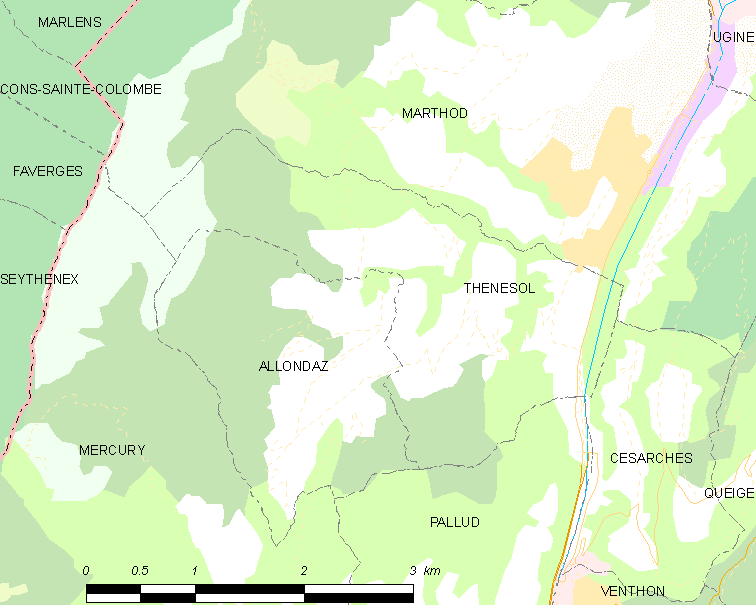
泰内索勒的OSM定位图

泰内索勒的时区为UTC+01:00、UTC+02:00（夏令时）。

## 行政
泰内索勒的邮政编码为73200，INSEE市镇编码为73292。

## 政治
泰内索勒所属的省级选区为于日讷县。

## 人口

1962-2008年间泰内索勒人口变化图示

泰内索勒于2022年1月1日时的人口数量为318人。